# Албанія на Європейських іграх 2019
Албанія братиме участь на Європейських іграх 2019 у Мінську з 21 по 30 червня 2019. Албанія буде представлена 13 спортменами в 6 видах спорту.

## Стрільба з лука
Класичний лук
| Спортсмен   | Дисципліна                        | Результат | Результат | 1/64             | 1/32       | 1/26          | 1/4           | 1/2           | Фінал / БМ    | Фінал / БМ |
| Спортсмен   | Дисципліна                        | Бали      | Промахи   | Суперник Бали    | ник Бали   | Суперник Бали | Суперник Бали | Суперник Бали | Суперник Бали | Місце      |
| ----------- | --------------------------------- | --------- | --------- | ---------------- | ---------- | ------------- | ------------- | ------------- | ------------- | ---------- |
| Юрген Ходжа | Індивідуальна першість (чоловіки) | 556       | 48        | Голл (GBR) L 0-6 | Не пройшов | Не пройшов    | Не пройшов    | Не пройшов    | Не пройшов    | Не пройшов |

## Бокс
Чоловіки
| Спортсмен        | Дисципліна | 1/32              | 1/16          | 1/4           | 1/2           | Фінал         | Фінал |
| Спортсмен        | Дисципліна | Суперник Бали     | Суперник Бали | Суперник Бали | Суперник Бали | Суперник Бали | Місце |
| ---------------- | ---------- | ----------------- | ------------- | ------------- | ------------- | ------------- | ----- |
| Кренар Зенелі    | 56 кг      | Пуньо (SUI)       |               |               |               |               |       |
| Реджильдо Зенелі | 60 кг      |                   |               |               |               |               |       |
| Альбан Бекірі    | 69 кг      | Яя Бервігет (FRA) |               |               |               |               |       |
| Арйон Кайоші     | 75 кг      | Панков (BLR)      |               |               |               |               |       |
| Мікель Цулхай    | 81 кг      | Каспаріан (NED)   |               |               |               |               |       |

## Дзюдо
Чоловіки
| Спортсмен     | Дисципліна | 1/32          | 1/16          | 1/4           | 1/2           | Репасаж       | Фінал / БМ    | Фінал / БМ |
| Спортсмен     | Дисципліна | Суперник Бали | Суперник Бали | Суперник Бали | Суперник Бали | Суперник Бали | Суперник Бали | Місце      |
| ------------- | ---------- | ------------- | ------------- | ------------- | ------------- | ------------- | ------------- | ---------- |
| Індріт Цулхай | 66 кг      |               |               |               |               |               |               |            |